# Boomkikkers
Boomkikkers (Hylidae) zijn een diverse familie van de kikkers (Anura). De groep werd voor het eerst wetenschappelijk beschreven door Constantine Samuel Rafinesque-Schmaltz in 1815. Oorspronkelijk werd de wetenschappelijke naam Hylarinia gebruikt.
Veel boomkikkers hebben zich aangepast aan het leven in bomen en struiken, maar sommige soorten leven ook onder de grond of in waterige omgevingen. De meeste boomkikkers hebben zuigschijfjes aan hun tenen waarmee ze goed over steile oppervlakten kunnen lopen. Enkele bekende kikkersoorten, zoals de Nederland en België voorkomende Europese boomkikker, behoren tot deze familie.

## Verspreiding en habitat
Boomkikkers komen wereldwijd voor, maar de meeste soorten leven in Amerika. Het is een wat bekendere kikkerfamilie, in Nederland en België komt ook een soort voor; de Europese boomkikker (Hyla arborea). Met deze soort gaat het in Nederland tegenwoordig beter, maar bijna alle andere soorten, met name in de tropen, gaan in aantal en verspreidingsgebied achteruit. Vroeger behoorden de meeste soorten tot het geslacht Hyla, tegenwoordig zijn een groot aantal in andere geslachten ingedeeld. Een voorbeeld zijn de boomkikkers uit Australië, die nu Litoria als geslachtsnaam hebben. De bekendste soort in de Verenigde Staten is de groene boomkikker (Hyla cinerea).
Vrijwel alle soorten hebben zich aangepast aan het leven in bomen en struiken. Boomkikkers hebben vaak hechtschijfjes onder de tenen waardoor ze over bijna alle oppervlakken kunnen lopen. De meeste soorten hebben ook grote, ontwikkelde achterpoten en kunnen goed springen. Slechts enkele soorten zijn bodembewonend of blijven meer in het water. Een voorbeeld zijn de krekelkikkers uit het geslacht Acris, die zich hebben aangepast op een leven in de strooisellaag.

## Uiterlijke kenmerken
Boomkikkers hebben vaak een groene of bruine kleur, lichtere tot witgrijze buik en een gladde huid. Een aantal soorten heeft echter felle kleuren of een wrattige huid. Veel boomkikkers kunnen ook behoorlijk van kleur veranderen, van licht groengrijs tot donkergroen of -bruin. De lengte ligt vaak tussen de 3 en 5 centimeter, weinig exemplaren bereiken de 10 cm.
Boomkikkers verschillen van andere kikkers doordat de voorste wervels hol zijn, de schoudergordel is beweeglijk en is niet vergroeid. Boomkikkers hebben nooit een orgaan van Bidder. Bij veel soorten bezitten de mannetjes een kwaakblaas. Boomkikkers zetten de eieren meestal af in het water, maar er zijn enkele gevallen van broedzorg bekend waarbij de eieren worden bewaakt of waarbij de larven op de rug worden meegedragen.

## Voortplanting en ontwikkeling
Boomkikkers zetten hun eitjes af in uiteenlopende omgevingen, afhankelijk van de soort. Velen zoeken naar vijvers of vochtige plekjes in bomen om hier de eieren te leggen. Ook bromelia's en andere waterhoudende planten zijn typische broedmilieus. Sommige soorten leggen hun eieren op de bladeren van planten die net boven het water hangen, waardoor de kikkervisjes in de vijver kunnen vallen zodra ze uitkomen.
Enkele soorten hebben een bijzondere voortplantingsstrategie, zoals het afzetten van de eitjes in snel stromend water, waarbij de eieren stevig aan het substraat worden vastgezet. Sommige Zuid-Amerikaanse boomkikkers, waarbij de eitjes op de rug van het vrouwtje worden uitgebroed. De larven (kikkervisjes) van de meeste boomkikkers hebben zijdelings geplaatste ogen, en een brede staart met smalle, draadvormige uiteinden.

## Soorten
Er zijn ongeveer 695 soorten verdeeld over zo'n 50 geslachten en zeven onderfamilies. Tot 2016 waren er slechts drie onderfamilies erkend, zodat in de literatuur vaak een verouderde situatie wordt weergegeven. Een aantal soorten die lange tijd tot de boomkikkers werden gerekend, behoren tegenwoordig tot andere families, een voorbeeld is de buidelkikker (Gastrotheca marsupiata), die onder de familie Amphignathodontidae is ingedeeld. Onderstaand zijn alle huidige onderfamilies en geslachten weergegeven. Monotypische geslachten, die maar door een enkele soort worden vertegenwoordigd, zijn met een (m) aangegeven.

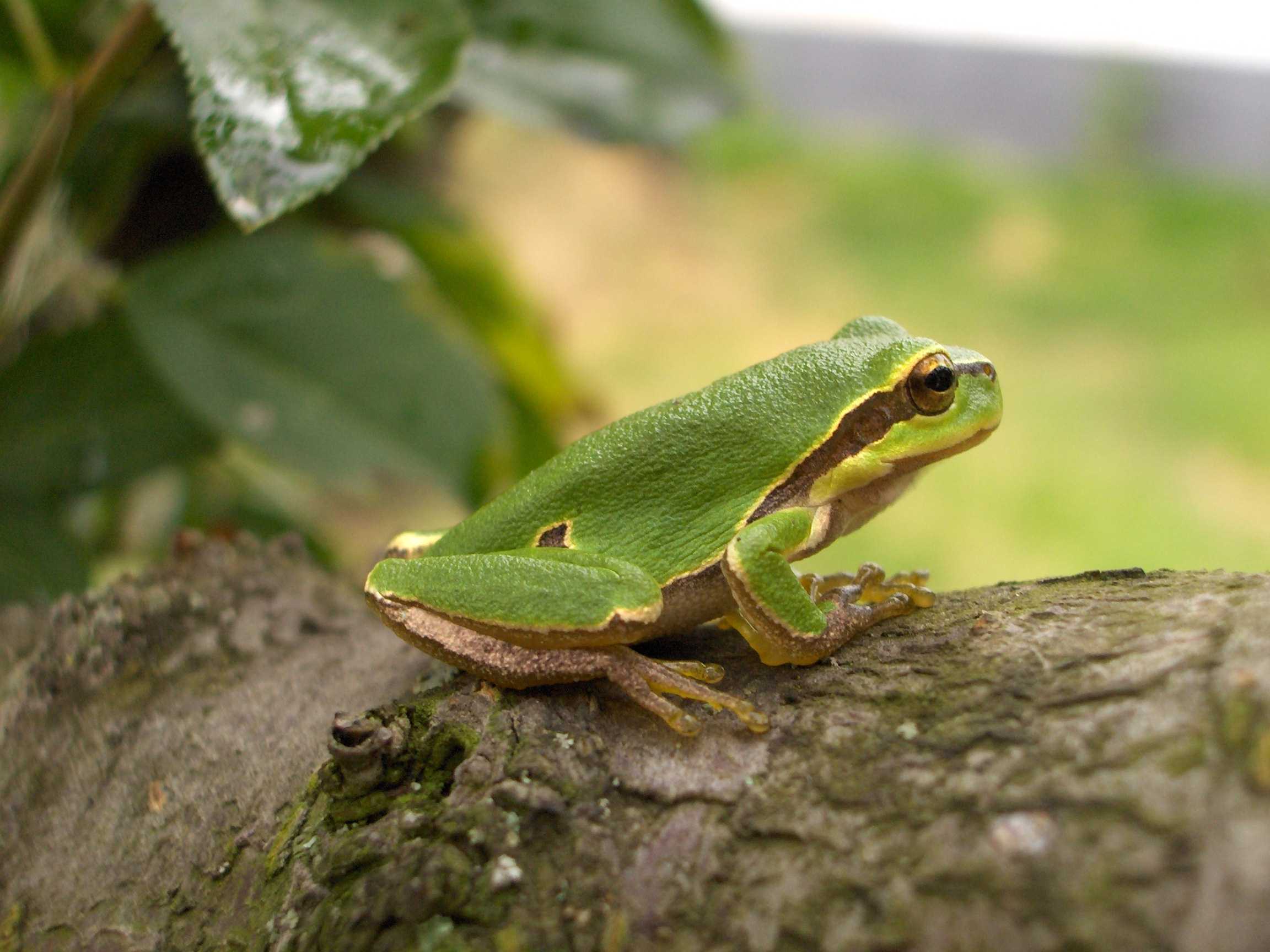
Europese boomkikker

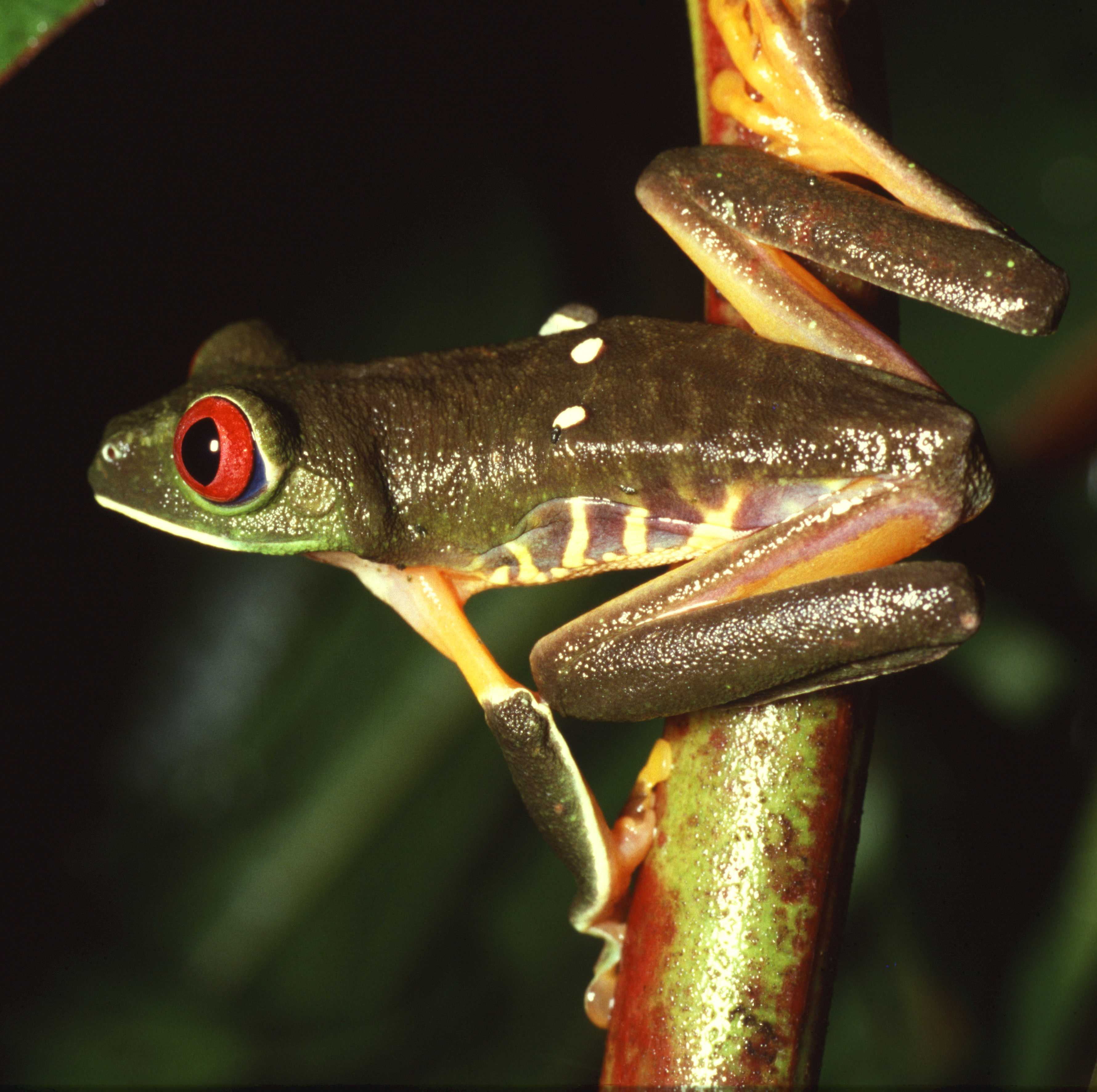
Roodoogmakikikker

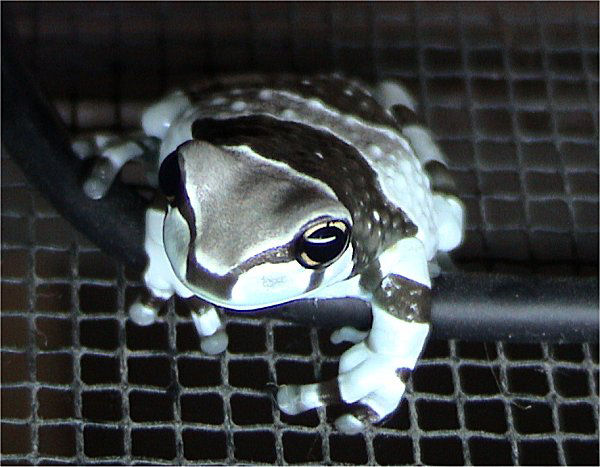
Trachycephalus resinifictrix

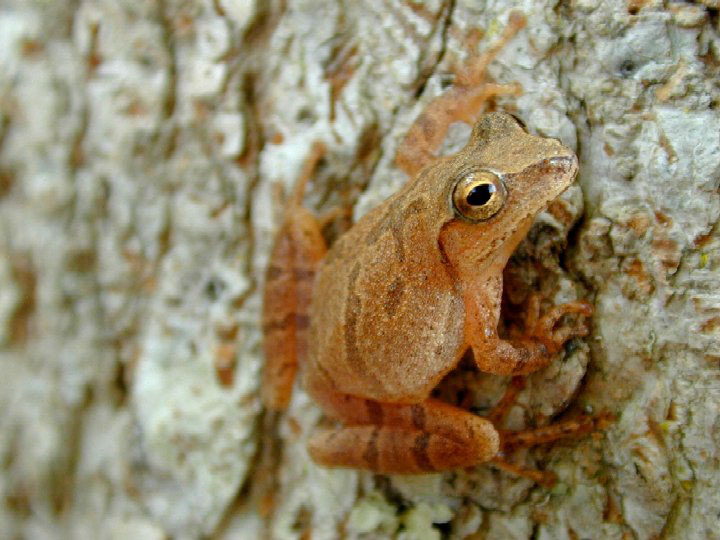
Kruisboomkikker

Familie Hylidae
- Onderfamilie Acridinae
  - Geslacht Acris
  - Geslacht Hyliola
  - Geslacht Pseudacris
- Onderfamilie Cophomantinae
  - Geslacht Aplastodiscus
  - Geslacht Bokermannohyla
  - Geslacht Colomascirtus
  - Geslacht Hyloscirtus
  - Geslacht Hypsiboas
  - Geslacht Myersiohyla
- Onderfamilie Dendropsophinae
  - Geslacht Dendropsophus
  - Geslacht Xenohyla
- Onderfamilie Hylinae
  - Geslacht Anotheca (m)
  - Geslacht Bromeliohyla
  - Geslacht Charadrahyla
  - Geslacht Diaglena (m)
  - Geslacht Dryophytes
  - Geslacht Duellmanohyla
  - Geslacht Ecnomiohyla
  - Geslacht Exerodonta
  - Geslacht Hyla
  - Geslacht Isthmohyla
  - Geslacht Megastomatohyla
  - Geslacht Plectrohyla
  - Geslacht Ptychohyla
  - Geslacht Rheohyla (m)
  - Geslacht Sarcohyla
  - Geslacht Smilisca
  - Geslacht Tlalocohyla
  - Geslacht Triprion (m)
- Onderfamilie Lophyohylinae
  - Geslacht Aparasphenodon
  - Geslacht Argenteohyla (m)
  - Geslacht Corythomantis
  - Geslacht Dryaderces
  - Geslacht Itapotihyla (m)
  - Geslacht Nyctimantis (m)
  - Geslacht Osteocephalus
  - Geslacht Osteopilus
  - Geslacht Phyllodytes
  - Geslacht Phytotriades (m)
  - Geslacht Tepuihyla
  - Geslacht Trachycephalus
- Onderfamilie Pseudinae
  - Geslacht Lysapsus
  - Geslacht Pseudis
  - Geslacht Scarthyla
- Onderfamilie Scinaxinae
  - Geslacht Julianus
  - Geslacht Ololygon
  - Geslacht Scinax
  - Geslacht Sphaenorhynchus